# BSD licence
BSD licence je licence pro svobodný software, mezi kterými je jednou z nejsvobodnějších. Umožňuje volné šíření licencovaného obsahu, přičemž vyžaduje pouze uvedení autora a informace o licenci, spolu s upozorněním na zřeknutí se odpovědnosti za dílo.
Zkratka BSD označuje „Berkeley Software Distribution“ – obchodní organizaci při University of California, Berkeley, která tuto licenci vyvinula a používala pro práce nad operačním systémem BSD.

## Verze
- 4-bodová BSD licence (původní BSD licence nebo stará BSD licence)
- 3-bodová BSD licence (modifikovaná nebo nová BSD licence)
- 2-bodová BSD licence (zjednodušená BSD licence)

## Obsah licence
Neoficiální český překlad 3-bodové licence (také modifikovaná BSD licence, nová BSD licence):
Copyright © <ROK>, <VLASTNÍK PRÁV>. Všechna práva vyhrazena.

Redistribuce a použití zdrojových i binárních forem díla, v původním i upravovaném tvaru, jsou povoleny za následujících podmínek:
- Šířený zdrojový kód musí obsahovat výše uvedenou informaci o copyrightu, tento seznam podmínek a níže uvedené zřeknutí se odpovědnosti.
- Šířený binární tvar musí nést výše uvedenou informaci o copyrightu, tento seznam podmínek a níže uvedené zřeknutí se odpovědnosti ve své dokumentaci a/nebo dalších poskytovaných materiálech.
- Ani jméno vlastníka práv, ani jména přispěvatelů nemohou být použita při podpoře nebo právních aktech souvisejících s produkty odvozenými z tohoto softwaru bez výslovného písemného povolení.

TENTO SOFTWARE JE POSKYTOVÁN DRŽITELEM LICENCE A JEHO PŘISPĚVATELI „JAK STOJÍ A LEŽÍ“ A JAKÉKOLIV VÝSLOVNÉ NEBO PŘEDPOKLÁDANÉ ZÁRUKY VČETNĚ, ALE NEJEN, PŘEDPOKLÁDANÝCH OBCHODNÍCH ZÁRUK A ZÁRUKY VHODNOSTI PRO JAKÝKOLIV ÚČEL JSOU POPŘENY. DRŽITEL, ANI PŘISPĚVATELÉ NEBUDOU V ŽÁDNÉM PŘÍPADĚ ODPOVĚDNI ZA JAKÉKOLIV PŘÍMÉ, NEPŘÍMÉ, NÁHODNÉ, ZVLÁŠTNÍ, PŘÍKLADNÉ NEBO VYPLÝVAJÍCÍ ŠKODY (VČETNĚ, ALE NEJEN, ŠKOD VZNIKLÝCH NARUŠENÍM DODÁVEK ZBOŽÍ NEBO SLUŽEB; ZTRÁTOU POUŽITELNOSTI, DAT NEBO ZISKŮ; NEBO PŘERUŠENÍM OBCHODNÍ ČINNOSTI) JAKKOLIV ZPŮSOBENÉ NA ZÁKLADĚ JAKÉKOLIV TEORIE O ZODPOVĚDNOSTI, AŤ UŽ PLYNOUCÍ Z JINÉHO SMLUVNÍHO VZTAHU, URČITÉ ZODPOVĚDNOSTI NEBO PŘEČINU (VČETNĚ NEDBALOSTI) NA JAKÉMKOLIV ZPŮSOBU POUŽITÍ TOHOTO SOFTWARE, I V PŘÍPADĚ, ŽE DRŽITEL PRÁV BYL UPOZORNĚN NA MOŽNOST TAKOVÝCH ŠKOD.

## Propagační klauzule
V původní licenci (tzv. Staré BSD licenci) byl obsažen další bod, který říkal:

- Všechny propagační materiály zmiňující vlastnosti nebo použití tohoto softwaru musejí obsahovat následující text:
Tento produkt zahrnuje software vytvořený <VLASTNÍKEM PRÁV> a přispěvatelů.

Tento bod byl považován z hlediska svobodného softwaru za problematický. Projekt GNU kvůli němu licenci považoval za nekompatibilní s licencí GNU GPL (neboť licence GNU GPL nedovoluje omezovat šíření softwaru nad jí stanovené podmínky). Praktickým problémem tohoto požadavku také byl nadměrný rozsah takového textu povinně uváděného ve všech propagačních materiálech: každý větší projekt typicky používá velké množství programů a komponent od různých autorů, takže jen seznam těchto autorů by byl neprakticky rozsáhlý.
Tato klauzule z oficiální BSD licence zmizela 22. července 1999, kdy ji na výzvu Richarda Stallmana odstranil William Hoskins, ředitel úřadu licencování technologií v Berkeley. Původní licence se někdy označuje jako „stará“ či „čtyřbodová BSD“, upravená verze jako „nová“, „modifikovaná“, „revidovaná“ či „trojbodová BSD licence“.

## Použitelnost a kompatibilita licence
Licence je velmi volná, oproti dalším běžným licencím jako např. GNU GPL i v porovnání s implicitními omezeními danými v autorském právu má jen velmi nízké požadavky. Někdy bývá označována slovní hříčkou copycenter – zatímco copyright omezuje šíření díla, copyleft omezuje omezování šíření díla, tak BSD licence říká „Vezměte si to do copycentra a vyrobte si kopie dle libosti.“
BSD licence dovoluje komerční využití, včetně využití v proprietárním softwaru bez zveřejněného zdrojového kódu. Díla založená na dílech licencovaných pod BSD dokonce mohou být zveřejněna pod komerční licencí (nejedná se o copyleft), pouze musí dodržet podmínky licence, tzn. v programu uvádět informaci o autorech a zřeknutí se odpovědnosti. Příkladem takového využití jsou části knihoven pro síťovou komunikaci použitých v Microsoft Windows či mnoho komponent z FreeBSD použitých v macOS a také v PlayStation 4 (jako Orbis OS).
Jak už bylo uvedeno, původní verze licence byla s licencí GNU GPL nekompatibilní. Její revidovaná verze je s GNU GPL kompatibilní, software licencovaný pod BSD licencí lze začlenit do díla pod GPL (avšak opačně to neplatí: dílo pod GNU GPL nelze zveřejnit pod licencí BSD).